# Carlo Franchetti
Il barone Carlo Franchetti (Vienna, 15 gennaio 1896 – Vittorio Veneto, 28 settembre 1953) è stato un alpinista e speleologo italiano con cittadinanza austro-ungarica.

## Scritti
- 1924 – pubblica il “Manuale Arrampicatore” [sic], con testo riordinato da Alberto Fumagalli e schizzi di Angelo Calegari, per i manuali del Club Alpino Italiano, Sezione Universitaria.[1]
- 1925 – sul Bollettino Speleologico, n. 1, aprile 1925, scrive gli articoli "Monte Soratte" (pp. 4–10) e "Grotta delle Capre" (pp. 17–18).
- 1932 – scrive l'articolo "Il Monte Soratte e la sua importanza speleologica" nella rivista Le Grotte d'Italia, organo dell'Istituto Italiano di Speleologia (anno VI, n. 4, Postumia 1932, pp. 161–168).
- 1950 – esplora il fiume Bussento nel Cilento, dandone un resoconto nell'articolo "La prima esplorazione del Bussento sotterraneo, in provincia di Salerno", sulla rivista Rassegna speleologica italiana, n. 3.

## Onorificenze
Gli sono state assegnate diverse onorificenze, tra cui:
- Barone del Regno d'Italia[2]
- Commendatore dell'Ordine Pontificio del Santo Sepolcro
- Decorato della Croce di Guerra al Valor Militare
- Decorato della Military Cross del Regno Unito

Gli sono intitolati due rifugi alpini:
- Rifugio Carlo Franchetti sul Gran Sasso d'Italia: è posto a 2.433 m di quota in località "Vallone delle cornacchie" situato nel territorio del comune di Pietracamela, nei pressi della località di Prati di Tivo, sul versante teramano del Gran Sasso.
Inaugurato il 2 ottobre 1960 dal CAI di Roma, è tuttora attivo.[3]
- Rifugio barone Carlo Franchetti: in località Son Forca di Cortina d'Ampezzo, alla quota di 2.235 metri.